# Urząd Municypalny
Urząd Municypalny – organ wykonawczy administracji istniejący w Polsce w latach 1807–1842. Urząd ten dotyczył samorządu miejskiego i powołany został przez Komisję Rządzącą Księstwa Warszawskiego, 29 września 1842 roku na mocy carskiego zarządzenia przemianowany w Królestwie Kongresowym na magistrat.
Na podstawie postanowień Konstytucji Księstwa Warszawskiego na czele urzędu stał burmistrz (prezydent) mianowany przez króla oraz istniała rada municypalna składająca się z 10 członków, w miastach do 2500 mieszkańców lub z 30 w miastach, gdzie ludność przekraczała 5000 mieszkańców.
Urząd został zreorganizowany po powstaniu Królestwa Kongresowego, 10 lutego 1816 roku został podporządkowany Komisji Rządowej Spraw Wewnętrznych i Policji.
Urząd Municypalny składał się z prezydenta (mianowany przez króla lub z jego upoważnienia przez namiestnika na wniosek Komisji) oraz czterech ławników. Składał się z 4 wydziałów:
- policji,
- administracji wewnętrznej, instytutów i rzeczy pokrewnych,
- skarbowego i kas miejskich,
- wojskowego.

Urząd podejmował decyzje dotyczące spraw administracji i skarbu, do jego zadań zaliczała się opieka nad funduszami miasta, instytutów, ustalanie budżetu miasta, ustalanie podatków itp. W skład Rady Municypalnej wchodzili prezydent, wiceprezydent, radni i ławnicy.